# Монтаппоне
Монтаппоне (італ. Montappone) — муніципалітет в Італії, у регіоні Марке,  провінція Фермо.
Монтаппоне розташоване на відстані близько 160 км на північний схід від Рима, 55 км на південь від Анкони, 21 км на захід від Фермо.
Населення — 1697 осіб (2014).
Щорічний фестиваль відбувається 23 квітня. Покровитель — святий Юрій.

## Демографія
Населення за роками:

Станом на 1 січня 2023 року в муніципалітеті офіційно проживало 168 іноземців з 25 країн, серед них 34 громадяни країн Євросоюзу та 8 громадян України.

## Сусідні муніципалітети
- Фалероне
- Лоро-Пічено
- Масса-Фермана
- Монте-Відон-Коррадо
- Монтеджорджо
- Сант'Анджело-ін-Понтано